# Йена (город)
Йе́на (нем. Jena [ˈjeːna]) — университетский город Германии на реке Зале, второй по величине после Эрфурта город в земле Тюрингия. Население города — 110 321 человек (2016).
Город знаменит своим университетом, открытым в 1558 году, где в настоящее время обучается более 20 тысяч студентов. Со строительством железной дороги в 1874 году Йена развивалась как промышленный центр. Во времена ГДР здесь размещался центр оптико-механической промышленности — комбинат Carl Zeiss, крупнейшее предприятие страны, на котором работало около 60 тысяч человек. После объединения Германии в 1990 году Йена превратилась из индустриального города в центр науки и образования.
В Йене располагается множество исследовательских лабораторий и институтов. Город обладает собственным планетарием, обсерваторией, ботаническим садом, школой подготовки специалистов в области точной механики, глазной оптики и медицины. Йенская высотка JenTower занимает второе место среди самых высоких офисных зданий в новых федеральных землях.
В 2007 году Обществом поддержки немецкой науки (Stifterverband für die deutsche Wissenschaft) Йене было присвоено звание «Город науки-2008».

## География
Йена располагается в средней части долины реки Заале. Наибольшая протяжённость города с севера на юг составляет 14,7 км, с запада на восток — 12,2 км. Вблизи Йены расположены следующие крупные города: Гера (35 км восточнее), Эрфурт (40 км западнее), Халле (Заале) (70 км северо-восточнее), Лейпциг (75 км северо-восточнее), Хемниц (95 км восточнее).

### Климат
В связи с расположением города в самой долине Заале в Йене обычно теплее на 1—2 °C по сравнению с окрестностями, расположенными на возвышенности. Окружающие город горы состоят, по большей части, из известняка, обладающего способностью сохранять тепло, что делает ночи теплее. Летом в Йене можно наблюдать тропические ночи (когда суточная температура не опускается ниже 20 °C), поэтому этот регион зовут «Тюрингская Тоскана» или «Восточная Тоскана».
Средний уровень осадков в Йене составляет 585 мм. Самый сухой месяц — февраль (34 мм), самый дождливый — июнь (75 мм), хотя больше всего пасмурных дней в декабре — 20. В городе преимущественно юго-западный ветер (с частотой 28 %) и средней силой 2 (соответствует 1,6—3,3 м/с).
| Показатель                                         | Янв.  | Фев.  | Март  | Апр. | Май  | Июнь | Июль | Авг. | Сен. | Окт. | Нояб. | Дек.  | Год   |
| -------------------------------------------------- | ----- | ----- | ----- | ---- | ---- | ---- | ---- | ---- | ---- | ---- | ----- | ----- | ----- |
| Абсолютный максимум, °C                            | 14,0  | 20,7  | 25,9  | 32,5 | 33,0 | 34,8 | 37,7 | 36,0 | 33,5 | 29,0 | 21,7  | 16,4  | 37,7  |
| Средний суточный максимум, °C                      | 3,5   | 5,0   | 9,5   | 14,0 | 19,3 | 22,4 | 24,1 | 23,9 | 20,2 | 14,9 | 8,3   | 4,2   | 14,1  |
| Средняя температура, °C                            | 0,4   | 1,4   | 4,8   | 8,6  | 13,4 | 16,7 | 18,2 | 17,4 | 14,2 | 9,8  | 5,0   | 1,7   | 9,3   |
| Средний суточный минимум, °C                       | −2,3  | −2,2  | −0,4  | 3,6  | 7,7  | 11,1 | 12,7 | 12,2 | 9,6  | 5,7  | 1,8   | −1,2  | 4,9   |
| Абсолютный минимум, °C                             | −23,5 | −20,9 | −20,7 | −7,4 | −0,7 | −1,3 | 4,6  | 4,1  | 0,0  | −5,5 | −13,2 | −23,5 | −23,5 |
| Норма осадков, мм                                  | 37    | 34    | 43    | 57   | 62   | 75   | 52   | 63   | 42   | 39   | 41    | 42    | 587   |
| Источник: Данные университета прикладных наук Йены |       |       |       |      |      |      |      |      |      |      |       |       |       |

### Соседние общины
Следующие общины граничат с Йеной (перечислены по часовой стрелке, начиная с севера):
- В районе Заале-Хольцланд: Леэстен (с Альтегённой), Нойенгённа (с Порстендорфом), Гольмсдорф (с Бойницом), Йеналёбниц и Грослёбихау (все принадлежат административному объединению Дорнбург-Камбург), Рабис, Фрайч и Грёбен (принадлежат к Шлёбен, входящая в Бад-Клостерлаусниц, Ласдорф, Цёльниц, Зульца, Ротенштайн, Дюренгляйна и Цимриц (принадлежат общине Мильда), Буха (вместе с Пёзеном, Оссмарицем, Ненсдорфом и Копанцем входят в административное объединение Южный Залеталь).
- В районе Ваймарер-Ланд: Дёбричен, Гросшвабхаузен (обе — в адм. объединении Меллинген) и Залеплате (включая Гросромштедт, Кляйнромштедт и Хермштедт)

### Горы и высоты
В связи с расположением Йены в долинах Зале и её притоков, которые разрезают окружающую горную местность, на окраинах города находятся множество заметных холмов и вершин, чьи высоты в своём большинстве расположились выше 300 м над уровнем моря. Изначально голые и безлесные, эти высоты за последние два века поросли лесом.
| Ландграф                               | 297,9 м |
| Зонненберге                            | 323 м   |
| Между Мюльталем и Аммербахталем        |         |
| Татценд и Швайцерхёэ с Башней Бисмарка | 330 м   |
| Йоханнисберг у Лихтенхайна             | 333,7 м |
| Лихтенхайнская высота                  | 321,1 м |
| Копанцерская гора                      | 397,6 м |
| Между Амербахталем и Лёйтраталем       |         |
| Лемерберг                              | 346,1 м |
| Фогельберг                             | 353,1 м |
| Тойфельскрипе или Мёнхсберг            | 291 м   |
| Ягдберг                                | 288,4 м |

| Йенциг                         | 385,3 м |
| Хаусберг                       | 349,6 м |
| Кернберг                       |         |
| Зофиенхёэ                      | 366,5 м |
| Рабенсберге                    | 375,2 м |
| Между долинами Пеникена и Роды |         |
| Йоханисберг                    | 366 м   |
| Лобдебург                      |         |
| Айнзидлерберг                  | 389,2 м |

Другие горы в окрестностях Йены: Виндкноллен (на которой расположен Наполеоновский камень, 363 м) — на северо-западе; Егерсберг и Платенберг (345 м), также Большой Гляйсберг (365 м) с Куницбургом — на севере; Коспот (397 м), Шпитценберг (374 м) подле Мауа и Купе (438) подле Дюренгляйны — на юго-западе; Айхберг подле Зульцы на юго-востоке.

### Административно-территориальное деление города
Территория Йены разделена на 41 статистический округ. Управление города Йена, согласно § 45 Коммунального положения Тюрингии (Thüringer Kommunalordnung), подразделяется на 30 муниципальных районов (Ortsteile). В каждом районе проводятся прямые выборы муниципального собрания (Ortsteilrat). Председатель собрания (Ortsteilbürgermeister) также избирается путём прямых выборов.

## История
Первое письменное упоминание Йены датировано 1145 годом. В XII веке город входил во владения Лобдебургов, между 1225 и 1240 получил от них городское право, а в конце XIII века уже превратился в независимый торговый город с собственным магистратом (примерно с 1275 г.) и законами. Экономика главным образом зависела от виноделия. В городе были основаны 3 монастыря: в 1286 — доминиканский, в 1301 — женский цистерцианский, в 1414 — кармелитский.
В 1331 году свою власть в городе утвердили маркграфы Мейсена. С 1423 года Йена отходит к владениям дома Веттинов и оставался в их владениях также после раздела земель в 1485 году.
В 1523 году в город пришла Реформация. Доминиканский и кармелитский монастыри были атакованы горожанами. В 1548 году курфюрст Иоганн-Фридрих Великодушный основал Йенский университет.
Недолгое время (1670—1690) Йена была столицей независимого герцогства Саксен-Йена. В 1692 году Йена была присоединена к герцогству Саксен-Айзенах, и наконец в 1741 году — к герцогству Саксен-Веймар (с 1809 года — Саксен-Веймар-Эйзенах), к которому и относилась до 1918 года.
К концу XVIII века Йенский университет стал самым большим и самым известным в германских государствах, так что Йена стала центром философии идеализма (в Йенском университете преподавали Иоганн Фихте, Георг Гегель, Фридрих Шеллинг) и раннего романтизма (здесь жили поэты Фридрих Шиллер, Новалис, братья Август и Фридрих Шлегель, Людвиг Тик).
14 октября 1806 года Наполеон победил прусскую армию в битве при Йене-Ауэрштедте. Сопротивление французским оккупантам было сильным, особенно среди студентов, многие из которых бились в рядах добровольческой армии Лютцова (Lützowsches Freikorps) в 1813 году. Два года спустя в городе возникло студенческое братство (Urburschenschaft).
В конце XIX века, после строительства железной дороги вдоль берега реки Заале (Saalebahn) от Лейпцига до Нюрнберга, Йена стала центром точного машиностроения, оптики и стеклоделия. Карл Цейсс, Эрнст Аббе и Отто Шотт основали всемирно известные компании Carl Zeiss Jena и Schott Jenaer Glaswerk.
В 1920 году была создана земля Тюрингия и Йена вошла в её состав.
В 1945 году Йена пережила сильную бомбардировку американских и британских воздушных сил. Было убито 153 человека и практически полностью был разрушен исторический средневековый центр города (восстановленный после войны). В 1949 году Йена вошла в состав ГДР, соседний город Гера в 1952 году. С 1990 года Йена — один из вольных городов Тюрингии и входит в состав ФРГ.

## Население
В 1975 году число жителей города преодолело отметку в 100 тысяч — таким образом, город стал считаться крупным. Исторический максимум населения — 108 010 человек — был достигнут в 1988 году. Со времени распада ГДР, в отличие от других восточногерманских городов, население Йены остаётся достаточно стабильным, колеблясь в районе 100 тысяч жителей. Это происходит, в том числе, за счёт студентов, регистрирующихся в Йене на время своего обучения. По данным тюрингского ведомства по статистике, на 31 декабря 2018 года население города составляло 111,1 тысяч человек.
| Год  | Население  |
| ---- | ---------- |
| 1970 | 88,3 тыс.  |
| 1992 | 101,0 тыс. |
| 2007 | 103,7 тыс. |

## Культура и достопримечательности
|  |  |  |

### Музеи

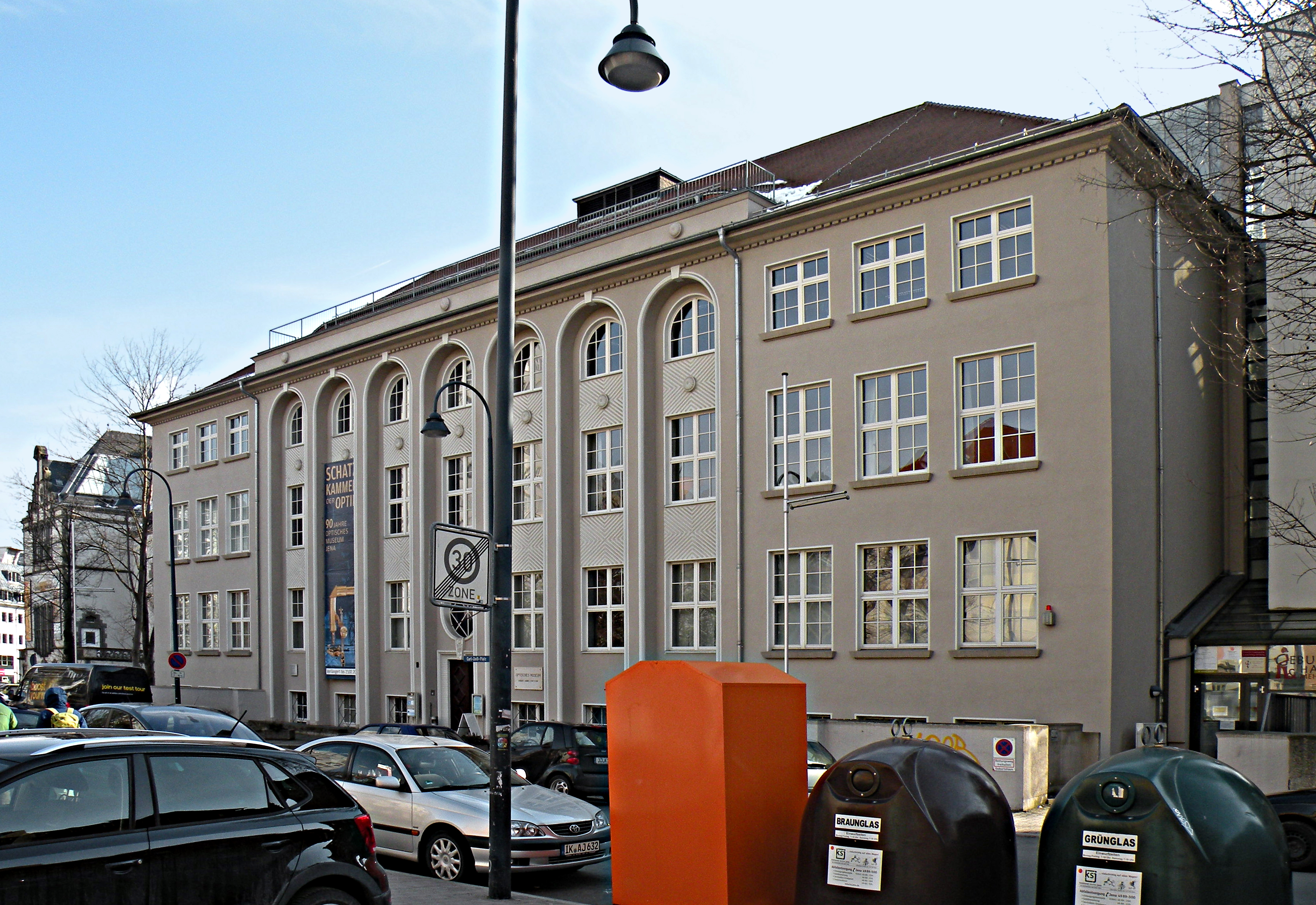
Оптический музей фонда Эрнста Аббе

- Оптический музей в Йене — история оптического производства
- Schott GlassMuseum — музей истории и производства стекла
- Citymuseum Göhre — история города
- Ботанический сад
- Филетический музей (биология)
- Дом романтизма (литература)
- Садовый дом Шиллера
- Монетный кабинет — коллекция восточных монет в Йенском университете[6]
- Schott Villa — история стеклоделия в Йене, Отто Шотт и его семья

#### Дом-музей Гёте в Йене

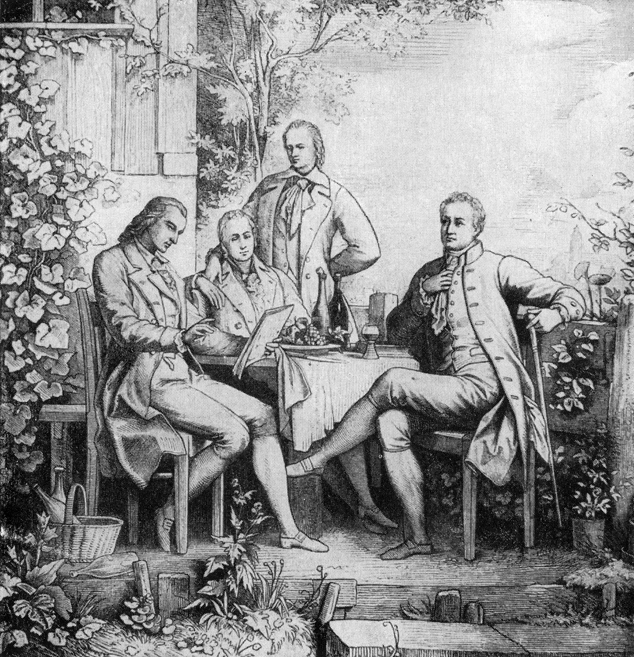
Шиллер, Вильгельм, Александр фон Гумбольдт и Гёте в Йене

Экспозиция музея размещается в бывшем инспекторском доме йенского ботанического сада. Гёте жил и работал в Йене наездами (1817—1822). Старый дом из-за ветхости был снесён ещё при жизни Гёте. Во вновь выстроенном инспекторском доме Гёте останавливался один раз (с 19 по 20 июня 1830 года), в свой последний приезд в Йену.

### Филармония

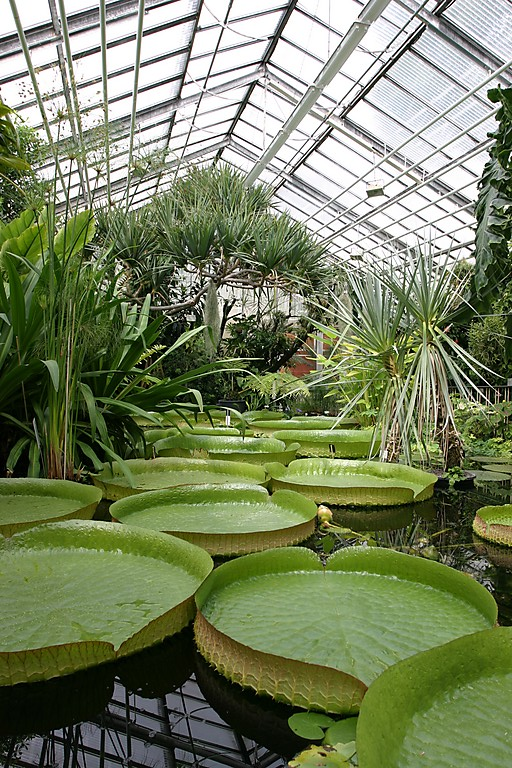
Ботанический сад Йена

- Йенская филармония — крупнейший независимый симфонический оркестр в Тюрингии

### Музыкальные фестивали
- Kulturarena: ежегодный музыкальный фестиваль, проводимый перед городским театром[8]

### Архитектура
Старая ратуша
Городская ратуша 13 века («Rathaus») на рыночной площади. Двухэтажное здание с барочной восьмигранной фахверковой башней. На ратуше установлены башенные часы «Шнапханс» (нем. Schnapphans — «хватающий Ганс»). Каждый час раскрашенная голова из дубового дерева пытается схватить зубами ядро, которое другая фигурка подносит ей ко рту.
Городская церковь Св. Михаила (1506)
Построенная в готическом стиле Михаэлискирхе (нем. Stadtkirche St. Michael) имеет три нефа одинаковой высоты. Подземный ход под алтарем, ведущий в бывший цистерцианский монастырь, называют одним из семи чудес Йены. С 1524 по 1529 год с каменной кафедры церкви проповедовал Мартин Лютер. В церкви находится бронзовая могильная плита Лютера, хотя его прах покоится в Виттенберге.
Памятник Иоганну-Фридриху Великодушному
На рыночной площади в 1905—08 годах был установлен памятник основателю Йенского университета.
Остатки средневековых фортификационных сооружений
Центр города некогда окружала крепостная стена, фрагмент которой с городскими воротами и пороховой башней (XIII—XIV веков) сохранился до наших дней. Остатки других башен служат фундаментом жилых домов.
Дом Фридриха Шиллера

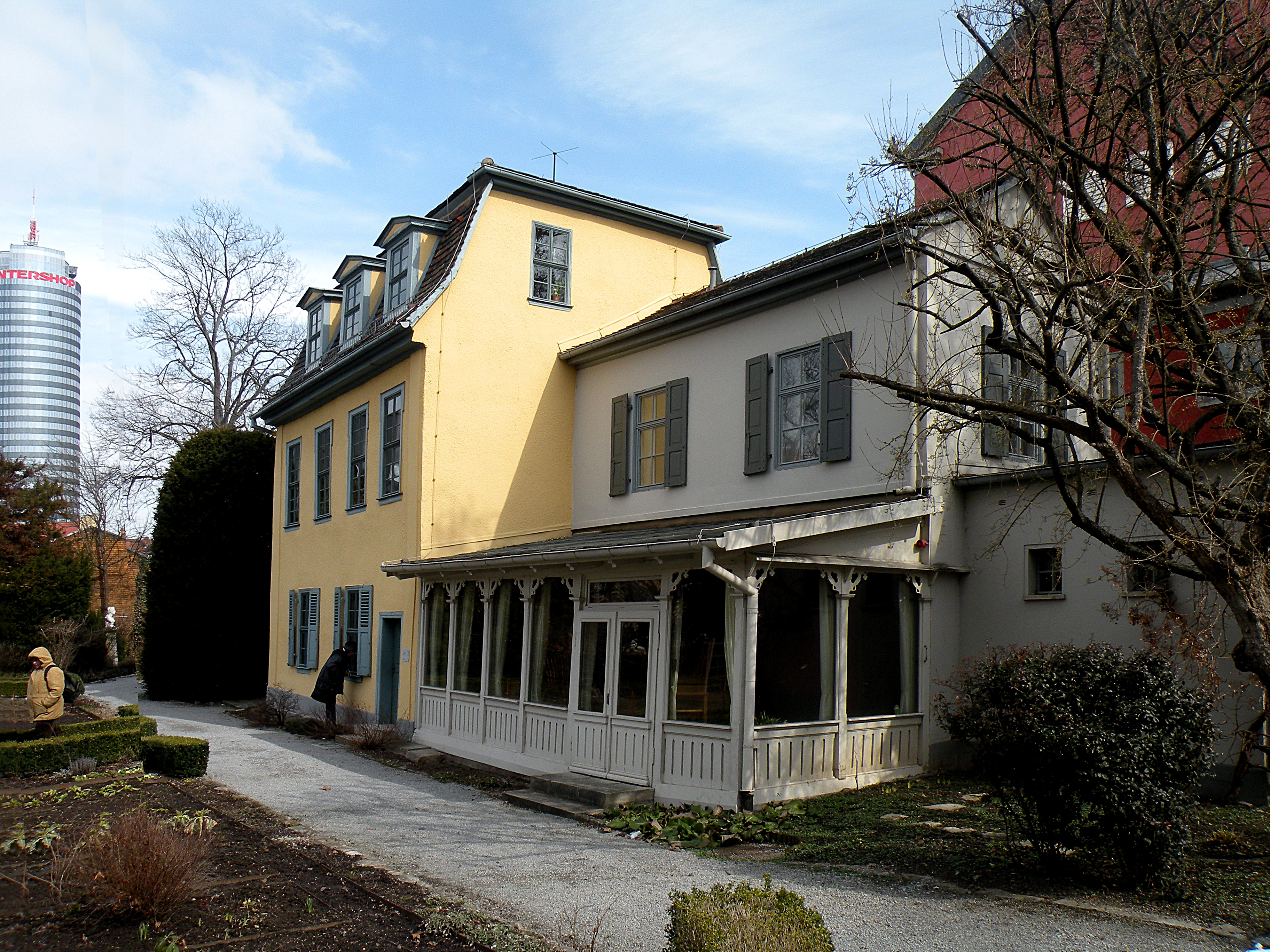
Садовый дом Шиллера

Двухэтажный дом, сад, метеорологическая вышка, беседка, где встречались Шиллер и Гёте. Церковь, в которой венчался Шиллер.
Ботанический сад
Был основан в 1580 году, второй старейший ботанический сад в Германии.
JenTower
Башня высотой 159 м имеет цилиндрическую форму. Здание было построено в 1970 году для университета. На 27 этаже размещены ресторан и смотровая площадка, в нижнем этаже размещается торговый центр.
Поблизости находятся замок в Дорнбурге и замок с подъёмным мостом в Капеллендорфе.

## Экономика и инфраструктура
В наши дни Йена — промышленный город, специализирующийся на точном машиностроении, фармацевтике, оптике, фотографической аппаратуре. В городе находится знаменитый комбинат Carl Zeiss. В 1926 году в городе компания Carl Zeiss построила первый в мире современный планетарий, расположенный в районе Damenviertel.
Экономика города диверсифицируется в области биоинформатики, биотехнологий, софта, фотоники. Город входит в список 50 быстро растущих регионов. В Йене находятся многие всемирно известные исследовательские институты и компании, безработность относительно низка, население молодое. В 2008 году немецкая научная ассоциация Stifterverband für die Deutsche Wissenschaft наградила Йену титулом «город науки» («Stadt der Wissenschaft»).

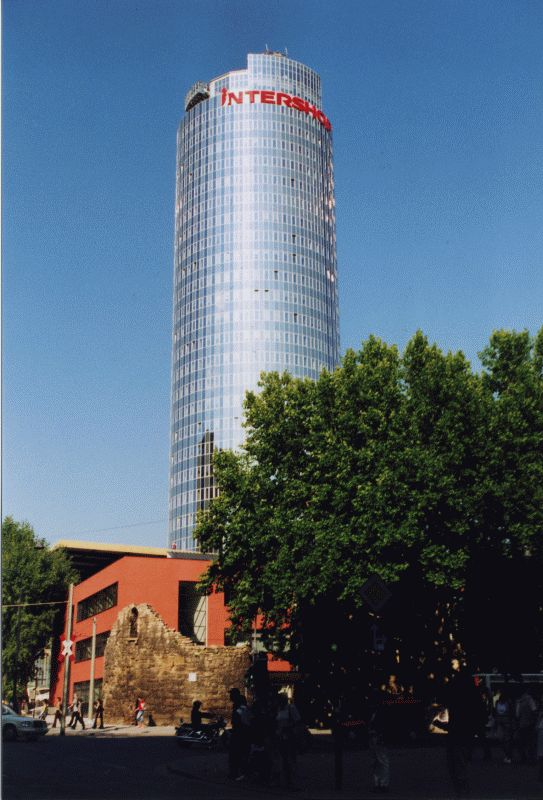
JenTower

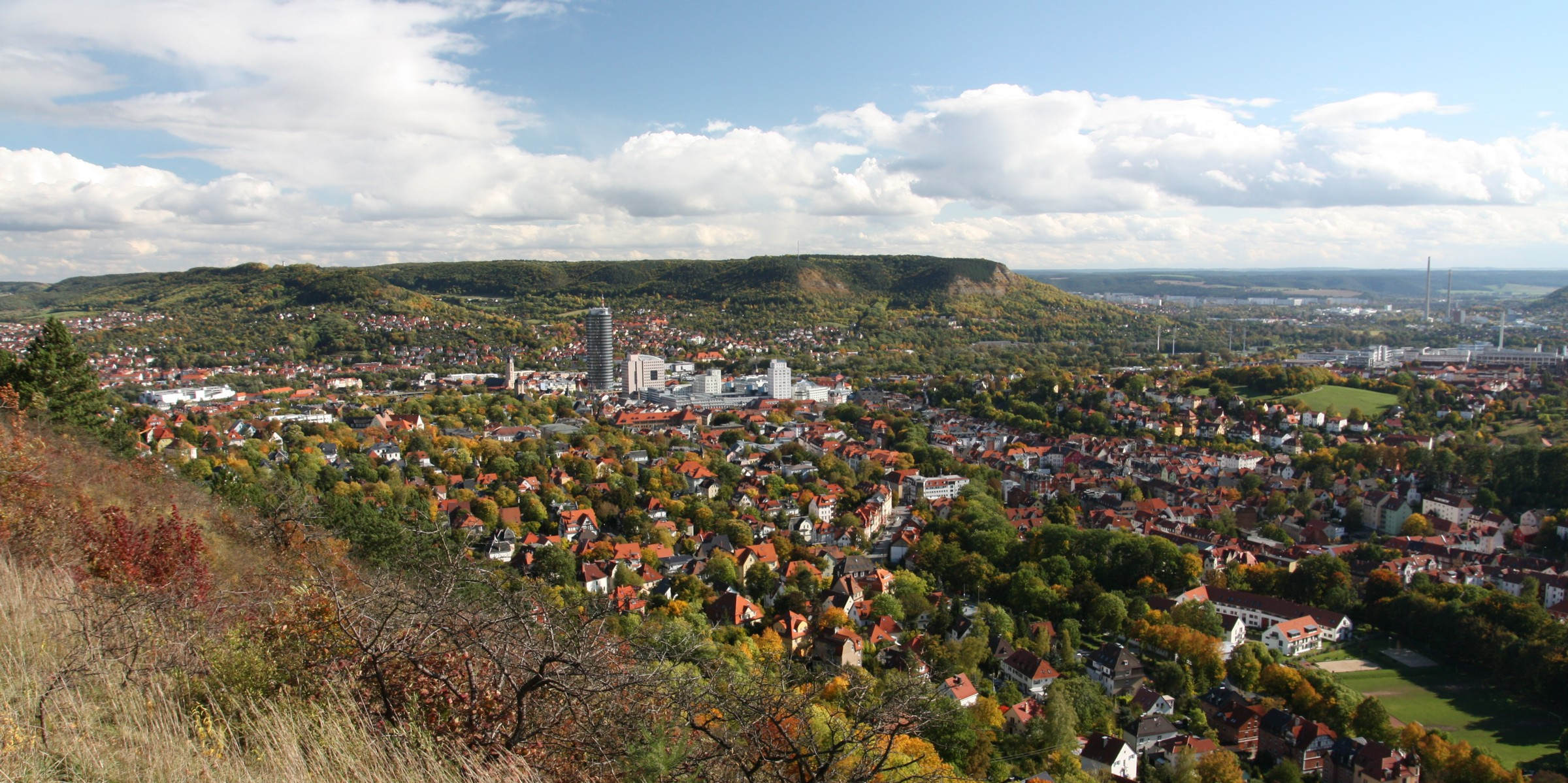
Вид на исторический центр города

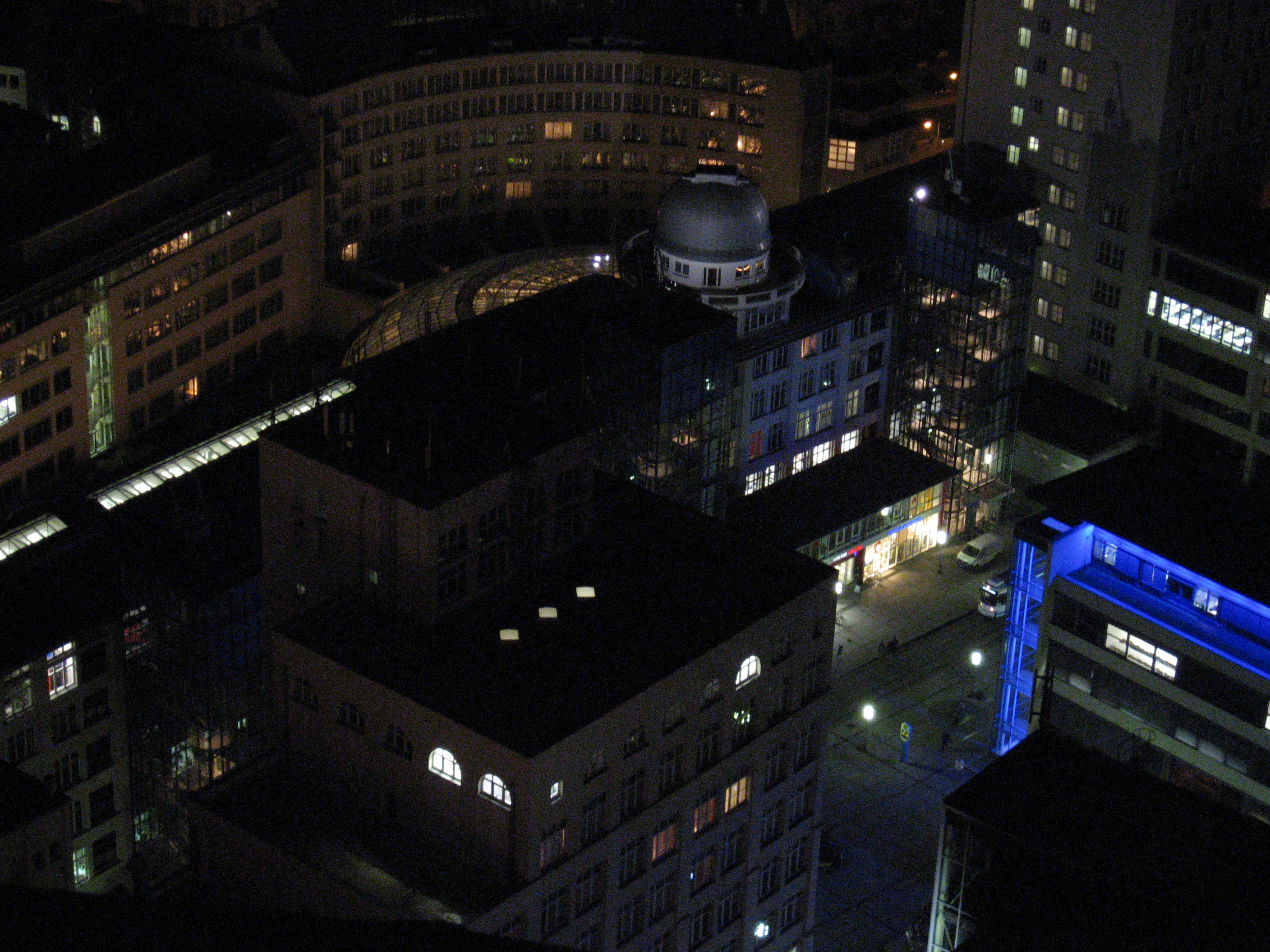
Вид с JenTower ночью. Высокое здание — часть бывшей фабрики Zeiss, используемой университетом

### Общественный транспорт
- В городе существует развитая сеть автобусов и трамваев, обслуживаемая организацией «Jenah» (сокращение от «Jena Nahverkehr», Общественный транспорт Йены).
- автобусы JES Verkehrsgesellschaft осуществляют региональные перевозки
- В городе работают 5 железнодорожных станций; имеется прямое пассажирское сообщение с Гамбургом, Берлином, Лейпцигом, Мюнхеном, обеспечиваемое скоростными поездами ICE и IC[9][10].
- ближайшие к городу аэропорты — аэропорт Лейпциг-Альтенбург и Эрфурт-Веймар.

## Образование и наука

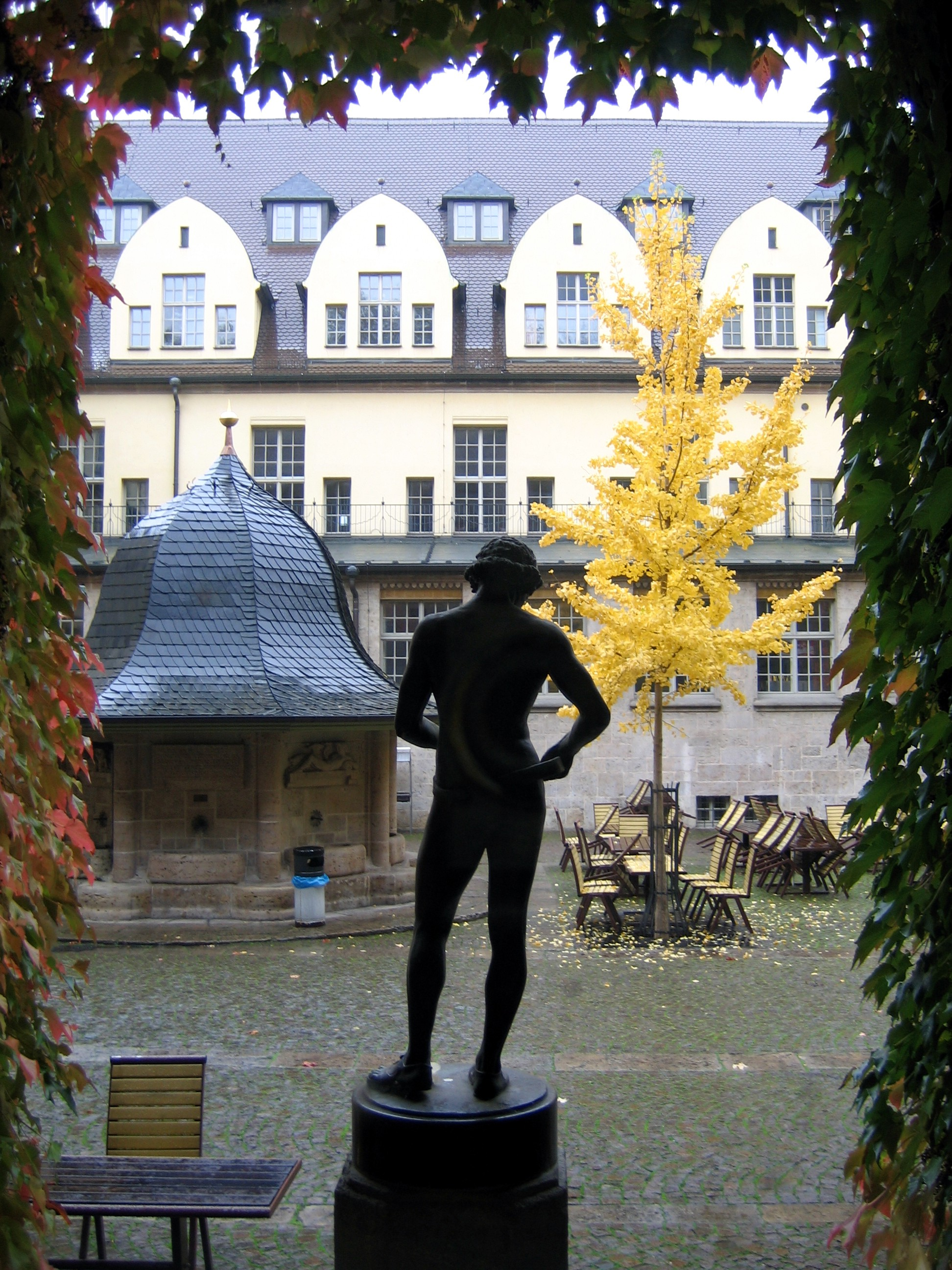
Университет Фридриха Шиллера, внутренний двор и кафетерий

По соседству с Йенским университетом Фридриха Шиллера и Йенским университетом прикладных наук расположились многие институты и небольшие биотехнологические фирмы, занимающиеся фундаментальными исследованиями или разработкой медицинских инструментов. Ряд из них находится в «Кампусе Бойтенберг».
Йена принадлежит к объединению BioRegio и обладает центром биологических инструментов для выполнения заказов биотехнологических предприятий. Йена является единственным городом Тюрингии, где расположен университет с обучением по всем важнейшим научным специальностям (Universitas litterarum), а кроме того, университет прикладных наук. В настоящее время в Йене насчитывается 26 тысяч студентов.

### Исследовательские центры и институты
Ханс Кнёлль разработал в 1942 году в лаборатории Шотт АГ первый лабораторный метод изготовления пенициллина в Европе. В 1953 году он основал Институт микробиологии и экспериментальной терапии, который позже преобразовался в Ханс-Кнёлль-Институт, а позднее был назван как Ляйбниц-Институт исследования природных веществ и инфекционной биологии.
- Ляйбниц-Институт исследования старения — Фритц-Липманн-Институт (FLI)
- Институт биохимии[нем.] Общества Макса Планка
- Институт химической экологии Общества Макса Планка
- Институт экономики Общества Макса Планка[нем.]
- Фраунхофер-Институт прикладной оптики и точной механики  (IOF)
- Институт фотонных технологий (IPHT; до 1. марта 2007 Институт физической технологии)
- Институт Фридриха Лёффлера:
  - Институт бактериальных инфекций и зоонозов (IBIZ)
  - Институт молекулярного патогенеза (IMP)

25 июня 2009 года был подписан меморандум об основании Хельмхольц-Института Йена (HIJ), относящегося к обществу Хельмхольца. Институт должен начать работу в июле; его основными научными задачами является достижение и экстремальных состояний вещества лазерными и ускорительными технологиями и последующее их изучение.
В честь Йены был назван астероид (526) Йена, открытый в 1904 году и названный в связи с проходившим в Йене в 1906 году съездом Астрономического общества.

### Школы
Поддержка талантливых людей и передовая педагогика имеют в Йене давние традиции. В школах предлагались и предлагаются различные программы с углублённым изучением естественнонаучных и гуманитарных наук.
В середине XIX века здесь работал педагог Карл Фолькмар Штой. Летом 1853 года он совершил прогулку с учениками по окружающей природе, таким образом, придумав идею выездного урока. Основанная им в 1844 году школа одна из первой обладала своим спортивным залом. Сегодня его имя носит центр профессионального обучения. В начале XX в. Херманн Пистор основал специализированную школу глазной оптики; педагог Петер Петерсон разработал Йенскую модель для университета и своей университетской школы.
Первая немецкая школа, использующая педагогику Монтессори, была открыта ко Дню Святой Троицы 1923 года. Она просуществовала до 1929 года, когда её закрыли по указанию национал-социалистического правительства Тюрингии.
Кроме Йенаплан-школы, воссозданной после объединения Германии и получившей в 2006 году премию немецких школ, в Йене работает ещё одна школа Монтессори. Также в городе существует свободная Вальдофская школа и Европейская школа в районе Старая Лобеда. Интегрированная школа «Грете Унрайн» основана в 1991 в качестве особой модели в ходе реорганизации школы Эриха Вайнерта.

## Спорт
В городе активно развивается футбол. Город представляет футбольный клуб «Карл Цейсс», являющийся участником региональной лиги «Северо-Восток».

## Международные связи
Города-побратимы Йены:
- Владимир, Россия, c 2008[11]
- Порту, Португалия[12]
- Лугож, Румыния, с 1983
- Эрланген, Германия, с 1987
- Сан-Маркос, Никарагуа, с 1996
- Обервиль, Франция, с 1999
- Беркли, США

## Ссылки

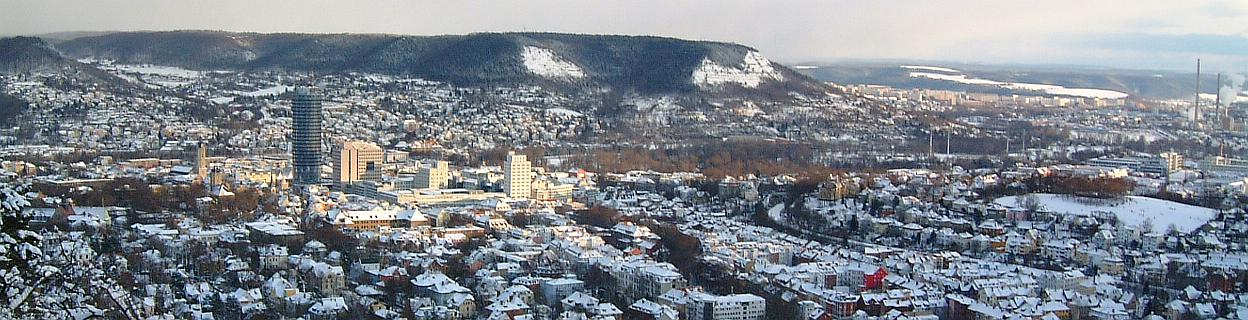
Панорама с видом на центр Йены и башню JenTower